# Derweze
Darvazá (en turcomano: Derweze, la Puerta) es un pequeño pueblo de Turkmenistán con 350 habitantes, que se encuentra en el desierto de Karakum, a unos 260 km al norte de la capital del país, Asjabad.
Los habitantes de Derweze pertenecen mayoritariamente a una de las cinco tribus turcomanas principales, los Teke, y conservan todavía un estilo de vida seminómada.
En 2004, el pueblo fue disuelto después de la orden del presidente de Turkmenistán, Saparmurat Niyázov, porque «era una vista desagradable para los turistas».

## Depósito de gas

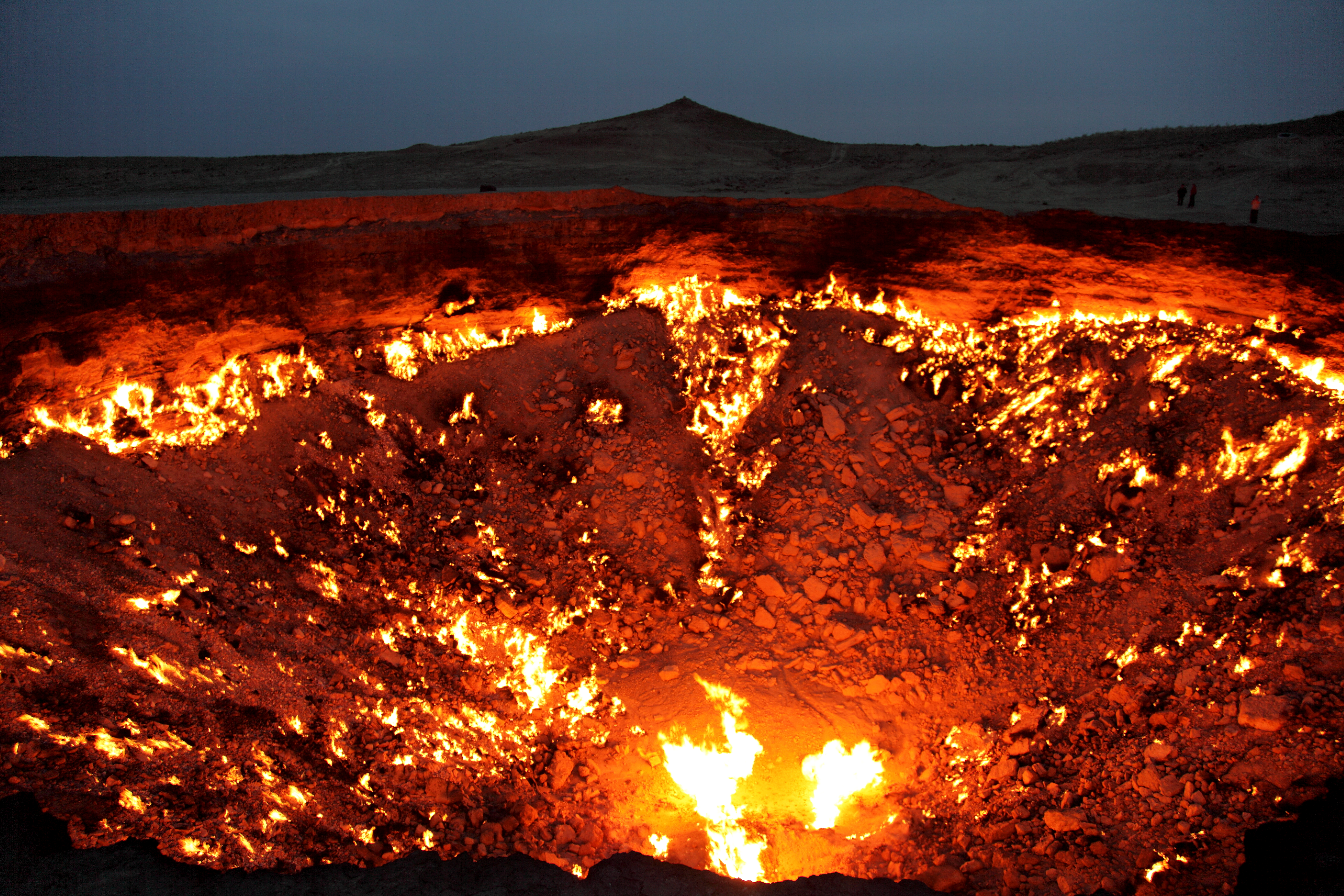
El depósito por la noche, 2010.

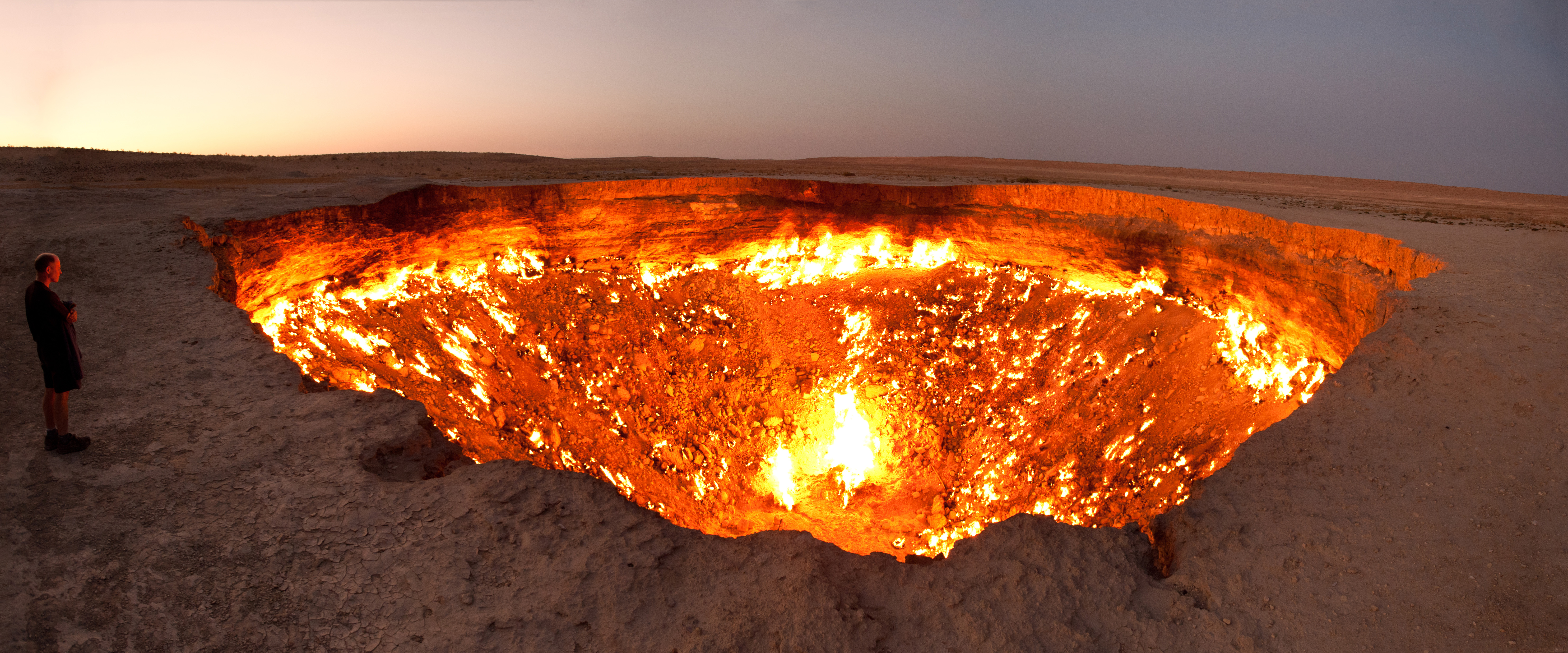
Otra vista del cráter.

El área de Derweze es rica en gas natural, por lo que se realizaron prospecciones durante la época soviética. En 1971, un grupo de geólogos soviéticos halló en un sondeo una caverna llena de gas natural. El techo de la cueva colapsó, dejando una gran sima de 70 metros de diámetro (40°15′10″N 58°26′22″E / 40.25264, 58.43941). Para evitar emanaciones tóxicas, se decidió prender el gas. Se creyó que la combustión tan solo duraría unos días, pero el gas continúa ardiendo en la actualidad. Los habitantes de la zona le han dado al lugar el nombre de «La puerta del infierno».
Quemar el gas natural es menos dañino para el medio ambiente que permitir su fuga a la atmósfera, puesto que el metano es un potente gas de efecto invernadero.
Puesto que Turkmenistán planea aumentar su producción de gas natural y prevé explotar otros depósitos de la zona, en abril de 2010 el presidente Gurbanguly Berdimuhamedow ordenó que se sellara la cueva para evitar afecciones en otros yacimientos de gas de la zona.